# Tilman Pfau
Tilman Pfau est un physicien allemand né le 25 juillet 1965 à Bad Cannstatt.

## Biographie
Tilman Pfau commence des études de physique à l'université de Constance en 1986. Il y obtient son diplôme en 1992 et son doctorat en 1994 sous la supervision de Jürgen Mlynek. Il travaille ensuite comme chercheur invité à l'École normale supérieure de Paris avec Claude Cohen-Tannoudji et au Massachusetts Institute of Technology avec Wolfgang Ketterle. En 1998, il obtient son habilitation à Constance sur le thème « Licht in der Atomoptik (La lumière en optique atomique) ». Il est professeur à l'université de Stuttgart depuis 2000 et y dirige le 5e Institut de physique. Depuis, il a été professeur invité à Helsinki, Pékin, Toronto et Cambridge.

## Recherche
Tilman Pfau travaille dans le domaine des gaz quantiques ultra-froids avec de fortes interactions dipolaires. Ceux-ci incluent les gaz dipolaires magnétiques ainsi que les gaz de Rydberg. En 2005, son groupe de recherche a réussi la condensation de Bose-Einstein des atomes de chrome et donc a obtenu pour la première fois un condensat de Bose-Einstein avec de fortes interactions dipolaires, dues au grand moment magnétique des atomes de chrome. En 2009, lui et son équipe ont pu démontrer pour la première fois l'existence d'un nouveau type de liaison moléculaire, appelé « molécules trilobaires » qui sont formées d'un atome de Rydberg et d'un atome à l'état fondamental ; ils ont une très grande distance entre les deux noyaux et une distribution de densité électronique qui rappelle la trilobite,. En 2019, son groupe de recherche a démontré l'existence d'un état supersolide incluant le mode Goldstone correspondant comme excitation collective.

## Responsabilités et distinctions
En 2010, Tilman Pfau est élu membre de l'Association américaine pour l'avancement des sciences et, en 2014, il devient membre de la Société américaine de physique. En 2011, il reçoit un Advanced Investigator Grant du Conseil européen de la recherche et en 2014 il est lauréat du prix Gentner-Kastler de la Société française de physique et de la Deutsche Physikalische Gesellschaft (DPG). En 2017, il est récipiendiare du prix Herbert-P.-Broida. Il est cofondateur et directeur du Center for Integrated Quantum Science and Technology (IQST). Il a dirigé un Centre de Recherche Collaborative (SFB/TR21) pendant 12 ans et est l'interlocuteur d'un programme prioritaire de la Deutsche Forschungsgemeinschaft (SPP1929).